# Toubacoro
Toubacoro, o anche Toubakoro, è un comune rurale del Mali facente parte del circondario di Banamba, nella regione di Koulikoro.
Il comune è composto da 21 nuclei abitati:
- Babougou
- Ballala
- Bouala
- Dandougou
- Dounde
- M'Pebougou
- Madina–Konaré
- Maribougou–Fittobe
- Maribougou–Tiguira
- Monzona
- N'Gounando

- Niare
- Ortabila
- Sango
- Sikoro
- Sirani
- Sogoni
- Touba–Dramé
- Touba–Sylla
- Yéké
- Zobana